# Medomet

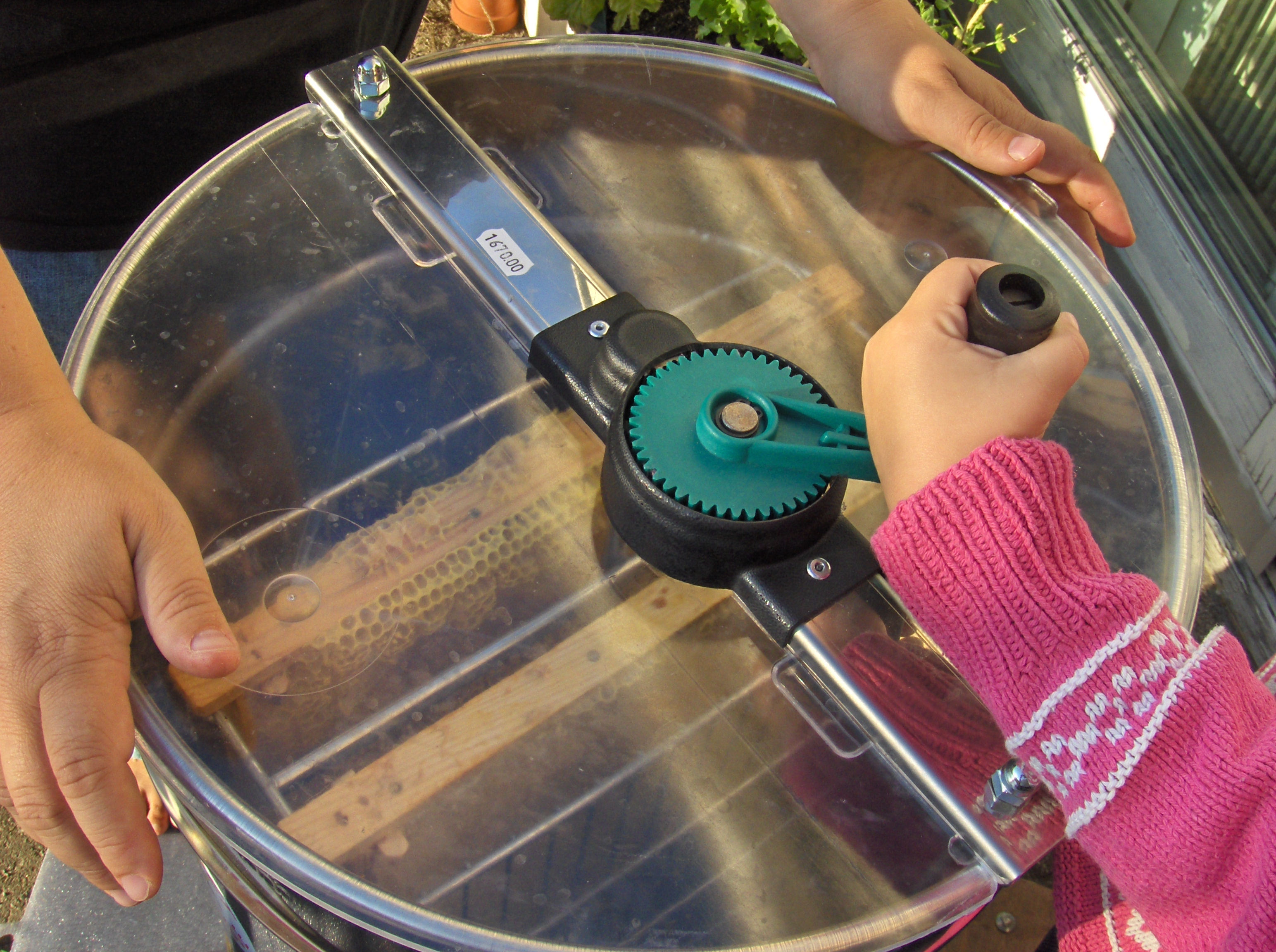
Medomet

Medomet je zařízení pro získávání medu ze včelích plástů. Funkce medometu je založena na působení odstředivé síly.

## Historie
Medomet vynalezl Franz von Hruschka v roce 1865. Traduje se, že k objevu pomohla náhoda – neteř Franze von Hruschky nesla domů med v košíčku, kterým tak vytrvale točila, až veškerý med vytekl. První medomety byly dřevěné, později kovové, pocínované nebo s ochranným nátěrem. V současnosti je tendence používat z hygienických důvodů medomety nerezové nebo s plastovým pláštěm a nerezovým košem.
Před vynálezem medometu se med z plástů lisoval, nechával vykapat nebo vyžvýkával. Plásty většinou nešlo použít opakovaně, byly zničené.

## Popis

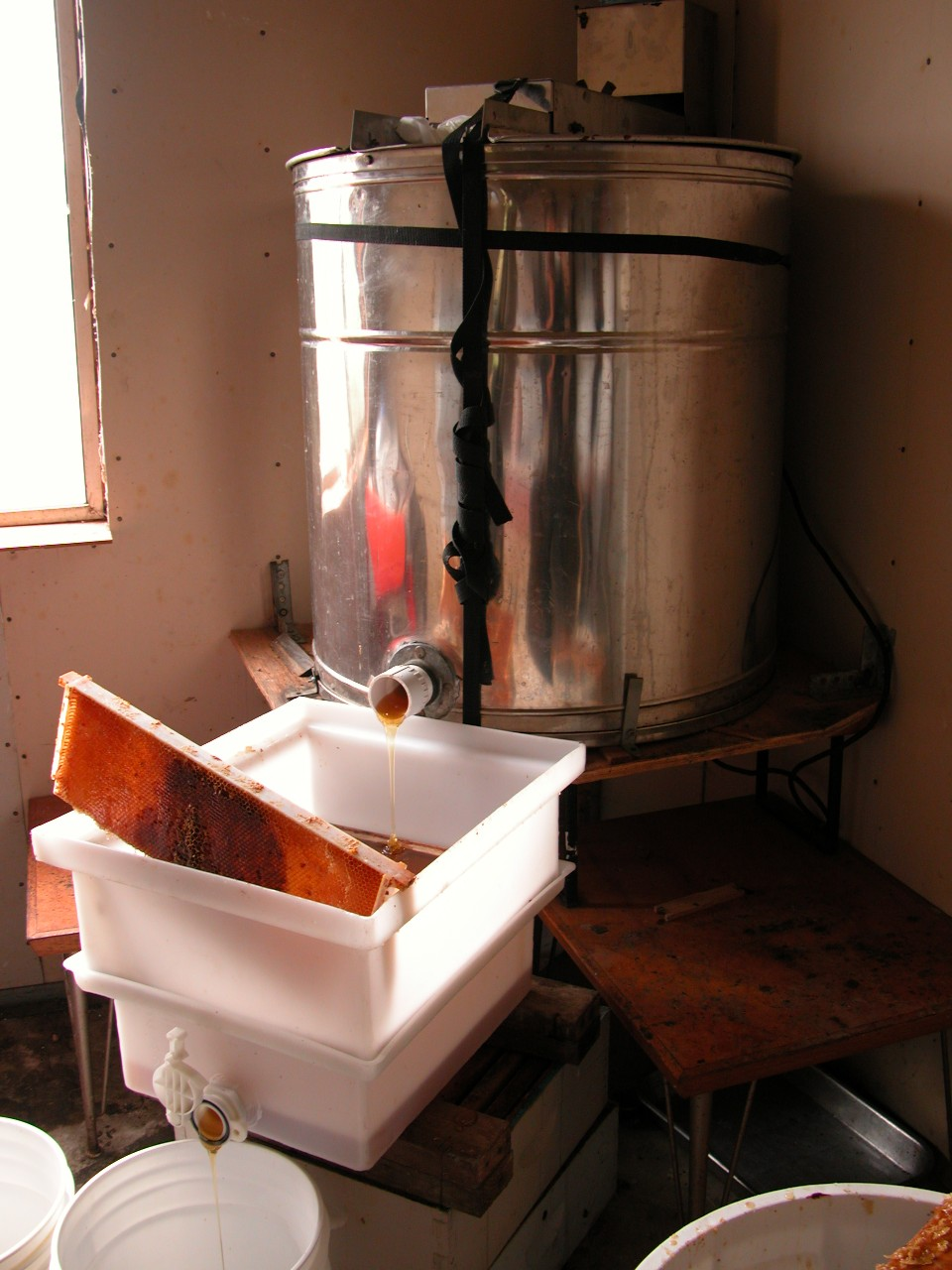
Med vytékající z medometu

Podle uspořádání rámků rozlišujeme medomety:
- tangenciální
- Podle uspořádání koše medometu rozlišujeme tangenciální medomety:
- zvratné – při změně smyslu otáček se kazety s plásty samy otočí
- nezvratné – plásty je nutné otáčet ručně
  - plásty jsou rozloženy plochou ke stěně medometu
  - vytáčí se nejprve jedna a pak druhá strana
  - vytáčení probíhá vyšší rychlostí kratší dobu (± 2–3 minuty)
  - účinnost vytáčení je vyšší zejména u hustějšího či melecitózního medu

- radiální
  - plásty jsou rozloženy paprskovitě ke stěně medometu – neotáčí se
  - mají jednodušší konstrukci
  - vytáčení probíhá nižší rychlostí delší dobu (± 10 minut)
  - účinnost vytáčení je nižší u vychladlých plástů či hustšího medu